# Masa negativa

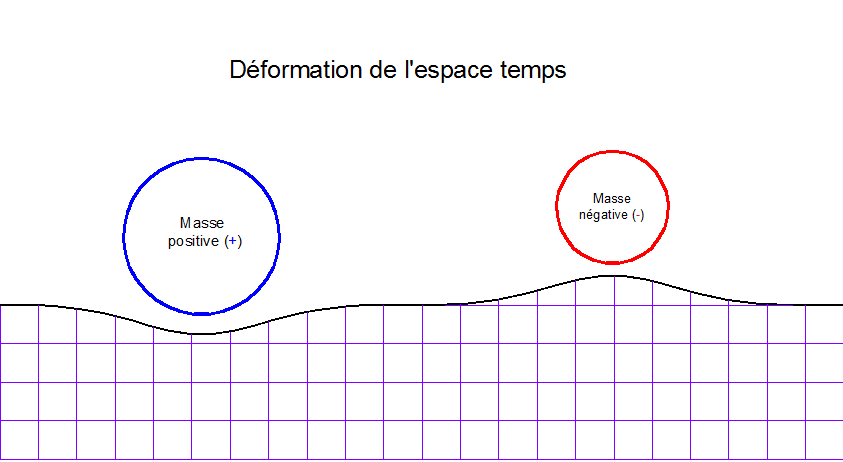
Efecto que tiene en el espacio-tiempo la masa negativa en comparación con la masa positiva.

En física teórica, la masa negativa es un concepto hipotético de la materia cuya masa es de signo contrario al de la masa de la materia ordinaria (por ejemplo −2 kg). Dicha materia violaría una o más condiciones de energía y mostraría algunas propiedades extrañas que derivarían de la ambigüedad de si la atracción debe referirse a la fuerza o a la aceleración de orientación opuesta de la masa negativa. La masa negativa se usa en algunas teorías especulativas, como por ejemplo en la que se construyen los agujeros de gusanos. Lo más parecido que se conoce a esta materia exótica es una región con densidad de presión pseudo-negativa producida por el efecto Casimir.

## Inercial frente a gravitacional
Las primeras referencias al peso negativo se deben a una observación en la que los metales ganan peso cuando se oxidan en el estudio de la teoría del flogisto en los primeros años del siglo XVIII.
Desde que Newton formuló su teoría de la gravedad ha habido al menos tres cantidades conceptualmente distintas a las que se ha llamado masa: la masa inercial, la  masa gravitacional "activa" (que es el origen del campo gravitatorio), y la masa gravitacional "pasiva"(que es la masa que se percibe como evidente debido a la fuerza que se produce en un campo gravitatorio). El principio de equivalencia de Einstein postula que la masa inercial debe ser igual a la masa gravitacional pasiva; mientras que la ley del momento requiere que la masa gravitacional activa y pasiva sean idénticas. Todos los experimentos hasta la fecha han demostrado que estas masas son lo mismo. Al considerar la masa negativa es importante tener en cuenta cual de estos conceptos de masa son negativos; sin embargo, en la mayoría de análisis de la masa negativa se asume que el principio de equivalencia y la conservación del momento se siguen cumpliendo.
En 1957, Hermann Bondi sugirió en un artículo publicado en Reviews of Modern Physics que la masa podía ser negativa al igual que positiva. Señaló que esto no implica una contradicción lógica mientras que las tres formas de masa sean negativas, sino que asumir la masa negativa implica una forma de movimiento contraria a la que normalmente se intuye. Por ejemplo, se espera que un objeto con masa inercial negativa se vea acelerado en dirección contraria a la dirección desde que se le empuja.

## Análisis de Forward
Aunque ninguna de las partículas conocidas tiene masa negativa, los físicos (principalmente Hermann Bondi y Robert L. Forward) han sido capaces de describir algunas de las propiedades que dichas partículas podrían tener. Asumiendo que los tres conceptos de masa son equivalentes, las interacciones gravitacionales entre masas de signo arbitrario pueden ser exploradas.
Si se consideran dos masas positivas entonces no cambia nada y existe una fuerza de atracción entre las mismas. Si se consideran dos masas negativas aparece la misma fuerza pero en este caso sería de repulsión debido a las masas inerciales negativas. Para las masas de distinto signo hay una fuerza que repele la masa positiva pero atrae la masa negativa.
Bondi señaló que dos objetos de misma masa pero de signo distinto producirían una aceleración constante del sistema hacia el objeto con masa positiva. Sin embargo, la masa total del sistema, el momento y la energía permanecería a 0.[cita requerida]
Este comportamiento es totalmente inconsistente con el acercamiento por sentido común y el comportamiento que se espera de la materia 'ordinaria' pero es completamente consistente en términos matemáticos y no introduce ninguna violación de la conservación del momento o la energía. Si las masas del sistema son iguales en magnitud pero de signo opuesto entonces el momento del sistema se mantiene a cero si viajan juntas y aceleran juntas independientemente de la velocidad:
{\displaystyle P_{sys}=mv+(-m)v=[m+(-m)]v=0\times v=0.}
y de manera equivalente para la energía cinética {\displaystyle K_{e}}:
{\displaystyle K_{e\ sys}={1 \over 2}mv^{2}+{1 \over 2}(-m)v^{2}={1 \over 2}[m+(-m)]v^{2}={1 \over 2}(0)v^{2}=0}
Forward amplió el análisis de Bondi a otros casos y demostró que incluso si dos masas m(-) y m(+) no son iguales, las leyes de conservación permanecerán invioladas. Esto es cierto incluso cuando se tienen en consideración los efectos relativísticos siempre y cuando la masa inercial (y no la masa en reposo) sea igual a la masa gravitacional.
Este comportamiento puede producir resultados muy extraños, por ejemplo, un gas que tenga una mezcla de partículas de materia positiva y negativa vería incrementada la temperatura de la parte con materia positiva sin límite. Sin embargo, la parte con materia negativa gana temperatura negativa a igual cantidad, produciendo de nuevo un equilibrio. Geoffrey A. Landis señaló otras implicaciones del análisis de Forward entre las que se incluye percatarse de que las partículas de masa negativa se repelerían unas a otras gravitacionalmente, la fuerza electrostática sería atractiva para las cargas del mismo signo y repulsiva para las cargas de signo distinto
Forward usó las propiedades de la materia con masa negativa para crear el Motor diamétrico, un diseño para mejorar la propulsión espacial usando masa negativa. Este diseño no requiere que se le suministre una energía inicial ni tampoco una masa de reacción para alcanzar una arbitraria aceleración alta.
Forward también acuñó el término "nulificación" para describir lo que ocurre cuando la materia ordinaria y la materia negativa se encuentran: se espera que se "cancelen" o se "nulifiquen", acabando con la existencia de ambas. Una interacción entre cantidades iguales de materia con masa positiva y negativa no liberaría ninguna energía, pero desde que la única configuración de tales partículas que tienen momento cero (ambas partículas se mueven en la misma dirección y con la misma velocidad) no produce una colisión todo ese tipo de interacciones dejaría un excedente de momento, lo que está "clásicamente prohibido".

## Teoría clásica de campo gravitacional
En electromagnetismo se puede derivar la densidad de energía de un campo a partir de la ley de Gauss asumiendo que el rotacional del campo es 0. Realizando el mismo cálculo usando la ley de Gauss para la gravedad produce una densidad de energía negativa para un campo gravitacional.

## Ecuación de Schrödinger
En la ecuación de Schrödinger la función de onda se comporta como onda siempre que la energía cinética de la partícula sea positiva y se comporta como exponencial (evanescente) cuando sea negativa. Para las funciones de onda de partículas como masa resto cero (como los fotones) esto significa que cualquier parte evanescente de la función de onda está asociada con una masa-energía negativa local.

## En la relatividad general
En la relatividad general la masa negativa está generalizada al referirse a cualquier región del espacio en la cual para algunos observadores la densidad de masa se mide y resulta negativa. Esto podría ocurrir en una región del espacio si el tensor de energía-impulso de Einstein es mayor en magnitud que la densidad de masa. Todo esto son violaciones de una u otra variante de la condición de energía positiva de la teoría de la relatividad general de Einstein. Sin embargo, no se requiere la condición de energía positiva para la consistencia matemática de la teoría.  (Varias versiones de la condición de energía positiva, condición de energía débil, condición de energía dominante, etc, etc. se discuten con detalle matemático por Visser.)
Morris, Thorne y Yurtsever señalaron que los mecanismos cuánticos del efecto Casimir podría usarse para producir una región local en el espacio-tiempo con masa negativa. En este artículo (y el consiguiente trabajo de otros) demostraron que la materia negativa podría usarse para estabilizar un agujero de gusano. Cramer et al. opina que tales agujeros de gusano podrían haber sido creado en los comienzos del universo, estabilizados por bucles de masa negativa cuerda cósmica. Stephen Hawking ha probado que la energía negativa es condición necesaria para la creación de una curva cerrada de tipo tiempo mediante la manipulación de campos gravitacionales dentro de una región del espacio finita. Esto prueba, por ejemplo, que un cilindro de Tipler no puede ser usado como máquina del tiempo.

## Interacción gravitacional de la antimateria
Prácticamente todos los físicos modernos sospechan que la antimateria tiene masa positiva y está influenciada por la gravedad de la misma manera que lo está la materia ordinaria aunque se piensa que este hecho no ha sido observado empíricamente de forma concluyente. Es difícil observar fuerzas gravitacionales a nivel de partícula. A tan pequeña escala, las fuerzas eléctricas superan con creces las interacciones gravitacionales, especialmente desde que los métodos actuales de producción de antimateria generan normalmente partículas de muy alta energía. Es más, las antipartículas deben mantenerse separadas de sus compañeras ordinarias o se aniquilarían rápidamente. Se espera que el experimento de antimateria ATRAP sea capaz de proporcionar medidas directas.
Normalmente se citan los experimentos en cámara de burbujas como evidencia de que las antipartículas tienen la misma masa inercial que sus compañeras ordinarias pero de carga eléctrica opuesta. En estos experimentos la cámara se somete a un campo magnético constante el cual obliga a las partículas cargadas a realizar trayectorias helicoidales. El radio y la dirección del camino corresponden al ratio entre la carga eléctrica y la masa inercial. Se ven pues pares partícula-antipartícula viajar en hélices con dirección opuesta pero radios idénticos, lo que implica que los ratios se diferencian únicamente en el signo (pero no indica si es la carga o la masa inercial lo que está invertido). Sin embargo, se observa que los pares partícula-antipartícula se atraen mutuamente, normalmente como preludio de la aniquilación. Este comportamiento indica que ambos tienen masa inercial positiva y cargas opuestas. Si lo contrario fuera cierto, entonces la partícula con masa inercial positiva sería repelida por su antipartícula compañera.